# 8 BEATのシルエット
「8 BEATのシルエット」（エイト・ビートのシルエット）は、布袋寅泰の36枚目のシングル。

## 解説
2016年4月6日にVirgin Musicから発売された。
布袋の活動35周年記念ベストアルバム『51 Emotions -the best for the future-』の先行シングルで、前作「嵐が丘」発売以来約3年1ヶ月振りの新曲。表題曲は35周年の節目に今までを振り返った曲であり、「誇りを持て」というメッセージが込められている。布袋は2016年に本作を引っ提げた『布袋寅泰 35th ANNIVERSARY 8BEATのシルエット 2016』というプロジェクトを国内外で展開。カップリングの「POWER」は1988年初のソロライブ『GUITARHYTHM LIVE』にて演奏されたナンバー。約28年の時を経て初レコーディング・初音源化。初回限定盤付属DVDには、過去に発売された『HOTEI LIVE JUKEBOX』『GUITARHYTHM BOX』から『GUITARHYTHM LIVE』の映像4曲をリマスターして収録している。
なお、2021年の『都市対抗野球ダイジェスト』（5いっしょ3ちゃんねる加盟局（テレ玉・とちテレ・群馬テレビ・チバテレビ・tvk）共同制作）の主題歌となっている。

## 収録曲
全編曲：布袋寅泰

### CD
1. 8 BEATのシルエット
作詞・作曲：布袋寅泰
2. POWER
作曲：布袋寅泰

### GUITARHYTHM LIVE（初回限定盤付属DVD）
1. POWER
作曲：布袋寅泰
2. C'MON EVERYBODY
作詞・作曲：Eddie Cochran、Jerry Capehart
3. MATERIALS
作詞：ハービー山口、Lenny Zakatek　作曲：布袋寅泰
4. A DAY IN AUTUMN
作詞：ハービー山口　作曲：布袋寅泰、Geoffrey Westley

## 参加ミュージシャン

### 8 BEATのシルエット
- 布袋寅泰 - ボーカル #1、ギター、ベース
- Steve Barney - ドラム
- Karl Vanden Bossche - パーカッション
- 岸利至 - プログラミング、オーディオエディット
- 小渕健太郎 - バッキングボーカル #1
- Katie Leone - バッキングボーカル

### GUITARHYTHM LIVE
- 布袋寅泰 - ボーカル、ギター
- 池端潤二 - ドラム
- 松井常松 - ベース
- 土屋昌巳 - ギター
- ホッピー神山 - キーボード
- スティーブ衛藤 - パーカッション
- 藤井丈司 - コンピューター

## 収録アルバム

### 8 BEATのシルエット
- ベスト『51 Emotions -the best for the future-』（2016年6月22日）